# 电子序列号
电子序列号（英語：Electronic Serial Number，縮寫：ESN），又称ESN码是美国联邦通信委员会规定的，每一台移动设备（例如移动电话、智能手机、平板电脑等）独有的参数，其长度为32位。早在1980年类比式移动电话系统发明时，就已经在使用。1997年后，美国电信行业协会取得了ESN码的管理和授予权。目前ESN码一开始使用于AMPS和D-AMPS手机上，目前则于CDMA手机上最为常见。另一种常见的手机编码IMEI（国际移动设备辨识码）则最常使用在GSM制式的手机上。

## 技术原理
移动设备的电子序列号长度为32位，前八位代表手机的生产厂商，后24位则用来标识每一台不同的设备，这24位能代表一个16,777,215字节的字符串。如此的分配方法能够标识256家不同的手机厂商。256家以后的厂商，则将8位厂商编码扩充到前14位，余下的18位用来标记设备，18位数字能代表262,144字节的字符串。厂商编码中，0x80被保留，用来代替伪ESN码（pESN）的前缀。伪ESN码不能保证一定是唯一的，但是MEID码能够保证其设备的伪ESN码一定是唯一的。
电子序列号的具体表示方法一般是11位二进制或者8位十六进制数字串。当用二进制表示的时候，前面3位代表了ESN码最开始的8位，一共256个厂商的代号（000～255），后面8位则代表了24位的终端辨识码（00000000～16777215）。二进制的伪ESN码，最开始的3位数字是128。当用前8位作为厂商识别码时，二进制的3位须和后8位分开表示，而用前14位标识时，11位二进制数字串当中则不会分开，以示两者的区别。同样的，十六进制表示的ESN码，也有中间分开与不分开两种表示方式，用来区分前256家与后来的厂商。

## 发展
如今手持移动设备越来越多，电子序列号终究会用完，于是3GPP2开发的移动设备识别码（MEID）将成为新的移动设别识别标准。其识别码最早于2006年分配给了美国的威瑞森通信公司。MEID码的长度于IMEI码一样为56位，其更像是IMEI码的改进版本。两者最的区别在于MEID码能够用十六进制表示，而IMEI码只支持二进制。
最后一个未被使用的ESN码已经在2008年11月被分配完毕。但是电信行业协会把新的ESN码的申请截止日期延迟到2010年6月30日，这些ESN码原本曾经被AMPS和TDMA制式的手机使用，但是这些手机不再使用CDMA2000通讯标准而被废弃。UIMID码同样也能根据行业准则再次申请。
ESN码还在不断的重新分配中，但是只针对2010年6月30日之前的申请。如今已经不再接受任何的新申请。